# Märchen vom Mann von Salischina
Das Märchen vom Mann von Salischina ist im Val Lumnezia in Graubünden beheimatet und spielt in Vrin und auf der südwestlich davon liegenden Alp Salischina.

## Inhalt
Vor langer Zeit lebte ein Mann auf der Alp Salischina. Er wohnte dort den Sommer und den Winter über mit seiner Frau und seinen zwei Söhnen.
Es kam eine Zeit, wo die Buben plötzlich von Tag zu Tag schwächer wurden. Ihre Gesichtsfarbe wich. Der Vater machte sich Sorgen und fragte, ob sie nicht genug zu essen bekämen.
Da sagten die Knaben: "Milch haben wir ausreichend, doch das Brot isst eine andere".
Am folgenden Tag bemerkte der Vater, wie eine Schlange unter einer Steinplatte hervorkam und aus dem Essnapf der Kinder frass. Es war ein stolzes Tier, das den Kopf hochstreckte und einen wundervollen roten Kamm zeigte.
Der Vater griff zu einem Stock und zerschlug der Schlange den Kopf. Ein Schrei war zu hören. Doch nicht nur die Schlange war tot, sondern auch die beiden Buben. Zugleich machte sich unter dem Haus eine gewaltige Rüfe los und verschlang die fruchtbaren Wiesen. Die Mutter, die alles mitansehen musste, starb vor Kummer. Der Vater indes lebte als Einsiedler weiter an gleichem Ort.
Der Pfarrer von Vrin liess dem Mann ausrichten, dass er ihn zur Sonntagsmesse im Dorf erwarte. Das tat der Mann auch. Während des Gottesdienstes begann er zuerst heftig zu weinen. Aber am Ende der Feier lachte er lauthals. Der Pfarrer stellte ihn nach der Messe zur Rede und fragte ihn nach dem Grund des sonderbaren Verhaltens.
Da antwortete der Mann: "Hochwürden, zuerst sah ich, wie aus der Hostie heraus Blut floss und auf eure Hand tropfte. Darüber musste ich weinen. Dann aber bemerkte ich auf dem Altar zwei Teufelchen. Diese schrieben all die Sünden der Kirchenbesucher auf eine Kuhhaut. Die Teufelchen spannten die Haut immer weiter, bis sie schliesslich zerriss und die Teufelchen hintenhinabpurzelten. Das brachte mich zum Lachen."
Der Pfarrer hatte schon vorher eine Gänsehaut gehabt. Da hatte der Mann von Salischina nämlich seinen aus Tannenzweigen geflochtenen Hut an den Sonnenstrahlen aufgehängt. Jetzt nach der Antwort des Mannes schickte er ihn eilig weg. Und er trug ihm auf, nie wieder in Vrin die Messe zu besuchen.  

## Quelle
- Das Märchen vom Mann von Salischina, in: Märchenhaftes Wandern. Auf den Spuren von Bündner Sagen und Märchen, 2. Auflage 2003, Terra Grischuna Verlag Chur, S. 31f.